# Râul Ghimbav, Dâmbovița
Râul Ghimbav este un curs de apă, afluent al râului Dâmbovița. Râul se formează la confluența brațelor Cumpărata Mare și Cumpărata Mică